# El refugiado
El refugiado es una novela corta de unas doce páginas del autor vienés Stefan Zweig. En España suele encontrarse editado en un volumen junto a otros relatos de Zweig, como Carta de una desconocida, Leporella, o Calidoscopio.

## Argumento
Un pescador se encuentra a un náufrago sobre unas tablas en el lago Ginebra. La acción se sitúa en 1918. Al regresar a tierra se difunde la noticia del hallazgo, identificando al hombre hallado como un desertor del frente. Un culto empresario consigue comunicarse con el extranjero en ruso, su idioma materno, quien le narra su historia desde las estepas rusas de su país hasta el frente francés donde fue herido y huyó en dirección a su patria. 
Confundido, creyó estar en la orilla del lago Baikal cuando en realidad, solo había llegado al lago Ginebra, donde fue recuperado. Mientras se discute sobre su suerte, un danés se ofrece a pagar su mantenimiento durante unos días. A pesar del trato cordial de los habitantes de la localidad, el extraño se encuentra perdido entre la gente, temeroso y hasta avergonzado. 
Finalmente, el refugiado pretende regresar a un hogar que ya difiere del que salió y al que le será imposible volver.

## Estilo
Como en muchos de sus relatos, Zweig traslada al relato su melancólico carácter, propio del escritor abrumado por el conflicto europeo casi intermitente que significó en su vida el periodo desde 1914 hasta su muerte en 1942. En la obra se dan las pinceladas comunes en su obra a la hora de describir la psicología de los protagonistas de la historia.